# Ивашково-1
Ивашково-1 — деревня в Кирилловском районе Вологодской области.
Входит в состав Коварзинского сельского поселения, с точки зрения административно-территориального деления — в Коварзинский сельсовет.
Расстояние по автодороге до районного центра Кириллова — 40 км, до центра муниципального образования Коварзино — 4 км. Ближайшие населённые пункты — Крапивинская, Гридинская, Олюшино, Прилуки.
По переписи 2002 года население — 14 человек.